# Candidaturas a los Juegos Olímpicos de 2012
Nueve ciudades presentaron su candidatura a los Juegos Olímpicos de 2012 al Comité Olímpico Internacional (COI). El Comité preseleccionó cinco de éstas —Londres, Madrid, Moscú, Nueva York y París— de entre las cuales fue Londres la que resultó vencedora. Londres será la primera ciudad que albergue unos Juegos Olímpicos por tercera vez, tras los celebrados en 1908 y 1948. El proceso de selección de la sede de los Juegos Olímpicos de 2012 fue considerado como uno de los que mayor competitividad había tenido en la historia del COI. París fue la candidatura que contó durante la mayor parte de la campaña con el papel de favorita, pero el cabildeo que realizaron los partidarios de Londres en los últimos momentos fue un factor decisivo para conseguir el éxito de la candidatura. Madrid fue catalogada como una de las favoritas, pero la ciudad no recibió suficientes votos como para sobrepasar a París y Londres.
Después de la evaluación técnica de las nueve candidaturas originales, las primeras cinco ciudades fueron preseleccionadas el 18 de mayo de 2004, convirtiéndose en candidatas oficiales. Las otras ciudades aspirantes —La Habana, Estambul, Leipzig y Río de Janeiro— fueron descartadas. Cuatro de las cinco ciudades candidatas eran famosas capitales de Estado, lo que representaba un especial interés competitivo en la ronda final de la elección. París y Madrid ocupaban los puestos de favoritas durante la fase de elección, pero a principios de 2005, una evaluación más cuidadosa de los candidatos colocó a París y a Londres en una apretada carrera que se fue estrechando cada vez más cuanto menos faltaba para el día de la elección de la sede olímpica. El 6 de julio de 2005, durante una votación de cuatro rondas —que se llevó a cabo durante la 117ª sesión del COI— Moscú, Nueva York, y Madrid fueron eliminadas en las tres primeras rondas. Finalmente, Londres se impuso a París en la última votación mediante un estrecho margen de 4 votos, consiguiendo así el derecho de celebrar los Juegos Olímpicos de 2012.
Durante el mes siguiente a la 117.ª sesión del COI, los miembros de la delegación de París 2012 argumentaron que la delegación de Londres había violado las reglas de COI. Los puntos claves de las acusaciones vertidas contra Londres 2012 se basaban en la iniciativa de ofrecer ayudas a los atletas y en las presiones ejercidas por el primer ministro Tony Blair. Una declaración pública del Presidente del COI Jacques Rogge desmintió estas acusaciones, declarando que la competición había sido limpia. Otra controversia tuvo lugar durante el proceso de elección, cuando una investigación secreta llevada a cabo por un programa de televisión británico reveló un escándalo de corrupción asociado al miembro del COI Ivan Slavkov y a varios agentes olímpicos, quienes ofrecieron su ayuda para conseguir votos a cualquiera de las candidaturas presentadas a los Juegos Olímpicos de 2012 a cambio de favores financieros. Esto ocurrió cuando el COI todavía se estaba recuperando del escándalo de Salt Lake City, por lo que reaccionó rápida y punitivamente frente a los individuos que rompieron las reglas.

## Proceso de elección
El proceso de elección de la sede olímpica comienza con la presentación de la candidatura de una ciudad al Comité Olímpico Internacional (COI) por parte de su correspondiente Comité Olímpico Nacional (CON) y termina con la elección de la ciudad anfitriona por parte de los miembros del COI durante una sesión ordinaria. El proceso se rige por la Carta Olímpica, como declara en el Capítulo 5, Regla 34.
Desde 1999, este proceso ha estado dividido en dos fases. Durante la primera fase, que comienza inmediatamente después de que se cumpla la fecha límite de presentación de candidaturas, se les pide a las "ciudades aspirantes" que rellenen un cuestionario que cubre los temas de mayor importancia a tener en cuenta a la hora organizar unos buenos JJ. OO. Esta información permite al COI analizar las capacidades de las ciudades, además de los puntos fuertes y débiles de sus proyectos. Después de un estudio detallado de los cuestionarios y de los informes posteriores, el Consejo Ejecutivo del COI selecciona las ciudades que se clasifican para seguir compitiendo en la siguiente ronda. La segunda fase es la etapa en la que se juegan su futuro las distintas candidaturas: las ciudades aspirantes (de ahora en adelante llamadas "ciudades candidatas") deben rellenar un segundo cuestionario más amplio y detallado sobre las candidaturas. Estos informes son estudiados cuidadosamente por la Comisión de Evaluación del COI, un grupo compuesto por miembros del COI, representantes de las federaciones deportivas internacionales, los Comités Olímpicos Nacionales, atletas, el Comité Paralímpico Internacional y expertos internacionales especializados en diversos campos. Los miembros de la Comisión de Evaluación realizan entonces visitas de cuatro días con el objetivo de inspeccionar cada una de las ciudades candidatas, donde observan los lugares propuestos para construir las instalaciones y son informados sobre los detalles de los temas cubiertos en el informe de la candidatura. La Comisión de Evaluación comunica los resultados de sus inspecciones en un informe a los miembros COI hasta un mes antes de la elección de la sede en la correspondiente sesión del COI.
La sesión del COI en la cual se elige a la ciudad que organizará los JJ. OO. se lleva a cabo en un país que no haya presentado ninguna candidatura para la organización de esos Juegos Olímpicos. Los miembros del COI que están en activo (excluyendo el presidente y los miembros de honor) participan en la votación para elegir a la ciudad anfitriona. Los miembros de los países que tienen una ciudad que participa en la competición no pueden votar mientras la ciudad siga compitiendo. La votación se lleva a cabo a lo largo de una sucesión de rondas hasta que una candidatura alcance la mayoría absoluta de votos; si esto no sucede en la primera ronda, la candidatura con menos votos es eliminada y otra votación comienza de nuevo. En el caso de que dos candidaturas empaten con el menor número de votos, se realiza una votación especial, cuyo ganador pasa definitivamente a la siguiente ronda. Después de cada ronda, se anuncia qué ciudad ha sido eliminada. Después de que se anuncie la ciudad que albergará los JJ. OO., la delegación de la candidatura elegida firma el "Contrato de la Ciudad Anfitriona" con el COI, el cual delega las responsabilidades de la organización de los Juegos a la ciudad y al Comité Olímpico Nacional correspondiente.

### Evaluación de las ciudades aspirantes
La fecha límite para presentar la candidatura de una ciudad para albergar los Juegos Olímpicos de 2012 fue el 15 de julio de 2003. Las nueve ciudades que presentaron candidaturas antes de dicha fecha también encontraron en el 15 de enero de 2004 la fecha límite para la entrega del cuestionario de la primera fase. Tras analizar los informes, el COI ofreció una media ponderada de cada ciudad basada en las puntuaciones obtenidas en cada uno de los once temas del cuestionario: apoyo político y social, infraestructura general, lugares deportivos, Villa Olímpica, ambiente, alojamiento, transporte, seguridad, experiencia pasada, finanzas y herencia. Si la media de una candidatura es superior a seis (la media predefinida como referencia por el COI), la ciudad es considerada sumamente capaz de recibir los Juegos Olímpicos; de otra manera, si la puntuación es inferior a seis, se suele considerar que sus posibilidades son bastante pequeñas. El 18 de mayo de 2004, el COI anunció las ciudades cuyas candidaturas fueron aceptadas:
- París — puntuación de 8,5 (detalles de la candidatura)
- Madrid — puntuación de 8,3 (detalles de la candidatura)
- Londres — puntuación de 7,6 (detalles de la candidatura)
- Nueva York — puntuación de 7,5 (detalles de la candidatura)
- Moscú — puntuación de 6,5 (detalles de la candidatura)
- Leipzig — puntuación de 6,0
- Río de Janeiro — puntuación de 5,1
- Estambul — puntuación de 4,8
- La Habana — puntuación de 3,7

Los cinco aspirantes con las medias más altas pasaron a la siguiente fase como ciudades candidatas oficiales. Como está estipulado, el COI les concedió el derecho de usar los Anillos Olímpicos en el emblema de su candidatura, junto con una etiqueta que identifica a las ciudades candidatas.

### Evaluación de las ciudades candidatas
Hacia el 15 de noviembre de 2004, todos los candidatos habían enviado los informes de sus candidaturas al COI. Después de que el COI las evaluara durante un período de análisis, las ciudades fueron visitadas por la Comisión de Evaluación del COI, formada por doce miembros del COI y presidida por la marroquí Nawal El Moutawakel. Las visitas, que duraron cuatro días cada una, tuvieron lugar entre el 3 de febrero y el 17 de marzo de 2005:
- Madrid — Del 3 al 6 de febrero
- Londres — Del 16 al 19 de febrero
- Nueva York — Del 21 al 24 de febrero
- París — Del 9 al 12 de marzo
- Moscú — Del 14 al 17 de marzo

La candidatura parisina sufrió dos inconvenientes durante la inspección: varias huelgas y manifestaciones coincidieron con la visita y fue publicado un informe en el que se decía que Guy Drut, miembro del COI y una de las piezas claves del equipo de la candidatura de París, tendría que hacer frente a cargos de presunta corrupción financiera ligados al partido político al que pertenecía.
El 6 de junio de 2005, el COI publicó los informes de evaluación de las cinco candidaturas que realizó la Comisión de Evaluación. Aunque estos documentos no contuvieran puntuaciones o clasificaciones, el informe de París fue considerado uno de los más positivos, seguido estrechamente por el de Londres, que había solventado la mayor parte de los inconvenientes observados durante la evaluación de la primera fase en 2004. Nueva York y Madrid también obtuvieron evaluaciones muy positivas, mientras que Moscú fue considerada la candidatura más débil. Durante ese mismo día, la candidatura de Nueva York sufrió un importante revés después de conocerse que el estado de Nueva York rechazaba financiar el West Side Stadium, una pieza clave de la candidatura de Nueva York 2012. La candidatura de Nueva York ya había proyectado un plan alternativo una semana después, pero un cambio tan esencial tan solo un mes antes de la votación en la que se iba a elegir a la ciudad anfitriona mermó las posibilidades de Nueva York.
Durante todo el proceso de la competición todas las candidaturas pelearon por conseguir el mayor número de votos con la vista puesta en la 117.ª Sesión del COI. París fue vista durante la mayor parte del proceso como la favorita, en particular porque su candidatura era la tercera que había presentado la ciudad en los últimos años (también había aspirado a los JJ. OO. de 1992 y 2008). Londres fue catalogada en un principio como la segunda posibilidad, por detrás de París, ganando esta última por un margen considerable, pero esta situación se comenzó a invertir a partir del nombramiento de Sebastian Coe como jefe de la candidatura de Londres 2012 el 19 de mayo de 2004. A finales de agosto de 2004, los informes apuntaban a un empate entre Londres y París. En la carrera final hacia la 117.ª Sesión del COI, el empate entre Londres y París se fue estrechando más y más. El 1 de julio de 2005, el presidente del COI Jacques Rogge, cuando le preguntaron qué ciudad sería la ganadora, respondió: "Es sólo una sensación porque no sé lo que está en la cabeza de los miembros del Comité Olímpico Internacional, pero creo que será por menos de 10 votos, incluso tan pocos como cinco o seis".

### 117.ª Sesión del COI

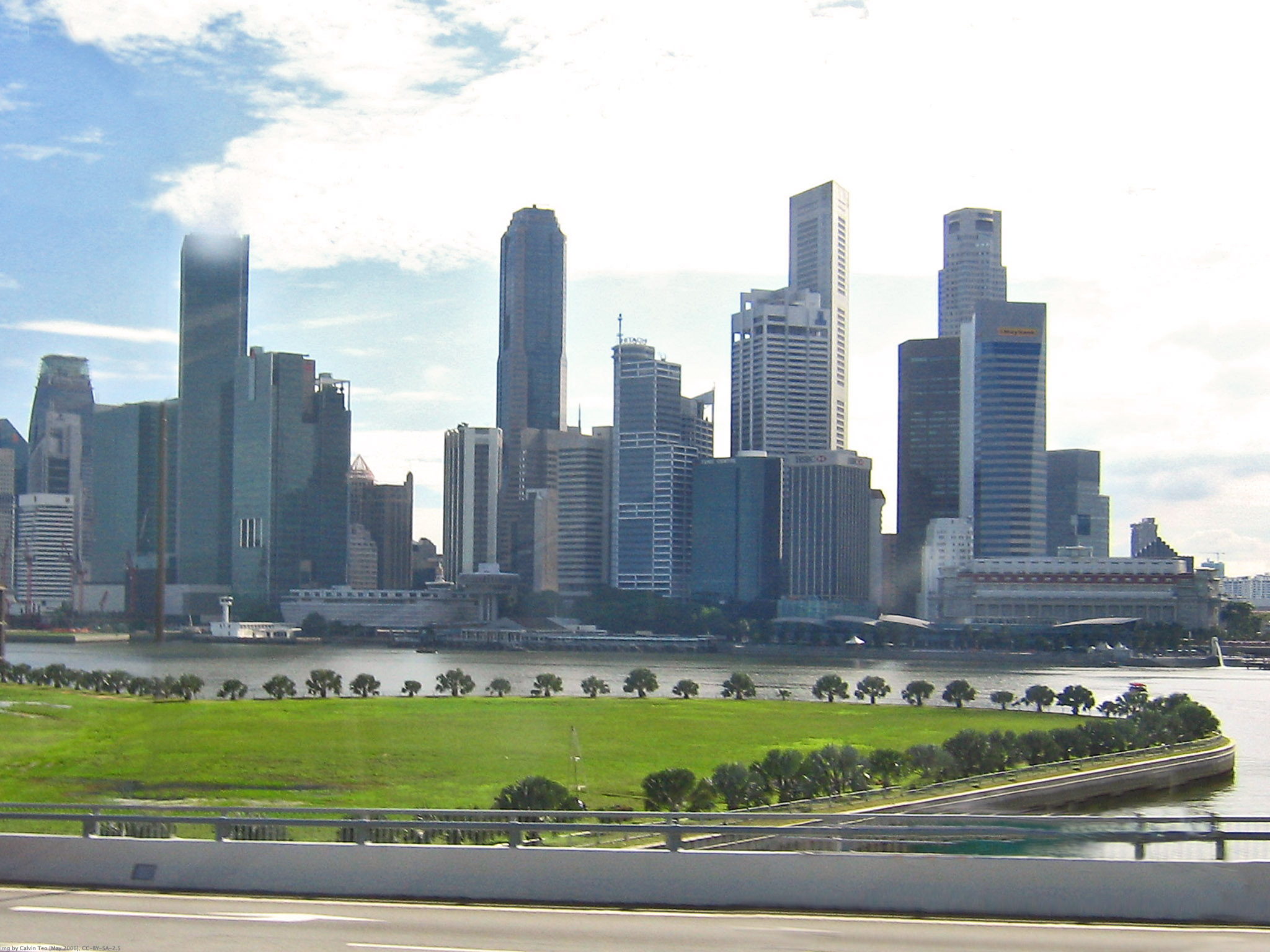
Vista de Singapur.

La ceremonia de inauguración de la 117.ª Sesión del COI fue llevada a cabo en el Esplanade - Theatres on the Bay, en Singapur, el 5 de julio de 2005. El primer ministro Lee Hsien Loong fue el invitado de honor e inauguró oficialmente la sesión. La música, el baile y las exhibiciones de artes marciales con el lema "Una voz, un ritmo, un mundo" abrieron la ceremonia. Un tipo especial de orquídea híbrida fue creado para usarse en el cartel oficial de la sesión del COI en Singapur. La flor, llamada "Vanda COI", proviene de la Vanda Miss Joaquín, la flor nacional.
El 6 de julio de 2005, el día de la votación, la sesión del COI fue llevada a cabo en el Raffles City Convention Centre. Comenzó a la 1:00 UTC con las exposiciones finales, de una hora cada una, de las ciudades candidatas, seguidas de una sesión informativa para la prensa de media hora, en el siguiente orden: París, Nueva York, Moscú, Londres y Madrid. Las presentaciones de las candidaturas terminaron a las 9:00 UTC y una presentación del informe definitivo de la Comisión de Evaluación precedió a la votación. De los 116 miembros activos que componían el COI, 17 no podían votar en la primera ronda, dejando un total de 99 miembros capaces de ejercer su derecho al voto.
| Miembros del COI inhabilitados para votar (17) | Miembros del COI inhabilitados para votar (17)                                                                    |
| Miembros de países con ciudades candidatas (13) | Otros miembros (4)                                                                                                |
| --- | --- |
| - Jean-Claude Killy - Henri Serandour - Anita L. Defrantz - James L. Easton - Robert Ctvrtlik - Vitaly Smirnov - Shamil Tarpischev - Alexander Popov - Ana, Princesa Real - Craig Reedie - Phil Craven - Infanta Doña Pilar de Borbón - Juan Antonio Samaranch Jr. | - Jacques Rogge (Presidente del COI) - Ivan Slavkov (Suspendido) - Nikos Filaretos (Ausente) - Guy Drut (Ausente) |

La votación electrónica comenzó a las 10:26 UTC, y en las tres primeras rondas fueron eliminadas Moscú, Nueva York y Madrid, respectivamente. Después de que una ciudad fuera eliminada, los miembros que pertenecían a los países de dichas ciudades, podían votar en las siguientes rondas. Londres y París llegaron a la cuarta y última votación que concluyó a las 10:45 UTC. Una hora más tarde, a las 11:49 UTC, Jacques Rogge anunciaba formalmente que Londres era la ciudad ganadora. Aproximadamente mil millones de espectadores observaron este momento en directo a través de la televisión.
Después de que se anunciara la ganadora, se publicaron los resultados de las votaciones: Londres consiguió más votos en las rondas primera, tercera y última, mientras que Madrid resultó vencedora en la segunda, pero no alcanzó suficientes votos en la tercera ronda, siendo eliminada. La compatibilidad de las candidaturas de París y Londres fue plasmada en última instancia mediante una diferencia de cuatro votos en la última votación.
| Resultados de las votaciones | Resultados de las votaciones | Resultados de las votaciones | Resultados de las votaciones | Resultados de las votaciones | Resultados de las votaciones | Resultados de las votaciones |
| Ciudad                       | Ciudad                       | País                         | Ronda 1                      | Ronda 2                      | Ronda 3                      | Ronda 4                      |
| ---------------------------- | ---------------------------- | ---------------------------- | ---------------------------- | ---------------------------- | ---------------------------- | ---------------------------- |
|                              | Londres                      | Reino Unido                  | 22                           | 27                           | 39                           | 54                           |
| Bandera de Francia.          | París                        | Francia                      | 21                           | 25                           | 33                           | 50                           |
| Bandera de España.           | Madrid                       | España                       | 20                           | 32                           | 31                           | -                            |
|                              | Nueva York                   | Estados Unidos               | 19                           | 16                           | -                            | -                            |
| Bandera de Rusia.            | Moscú                        | Rusia                        | 15                           | -                            | -                            | -                            |

## Candidaturas de las ciudades

### Londres

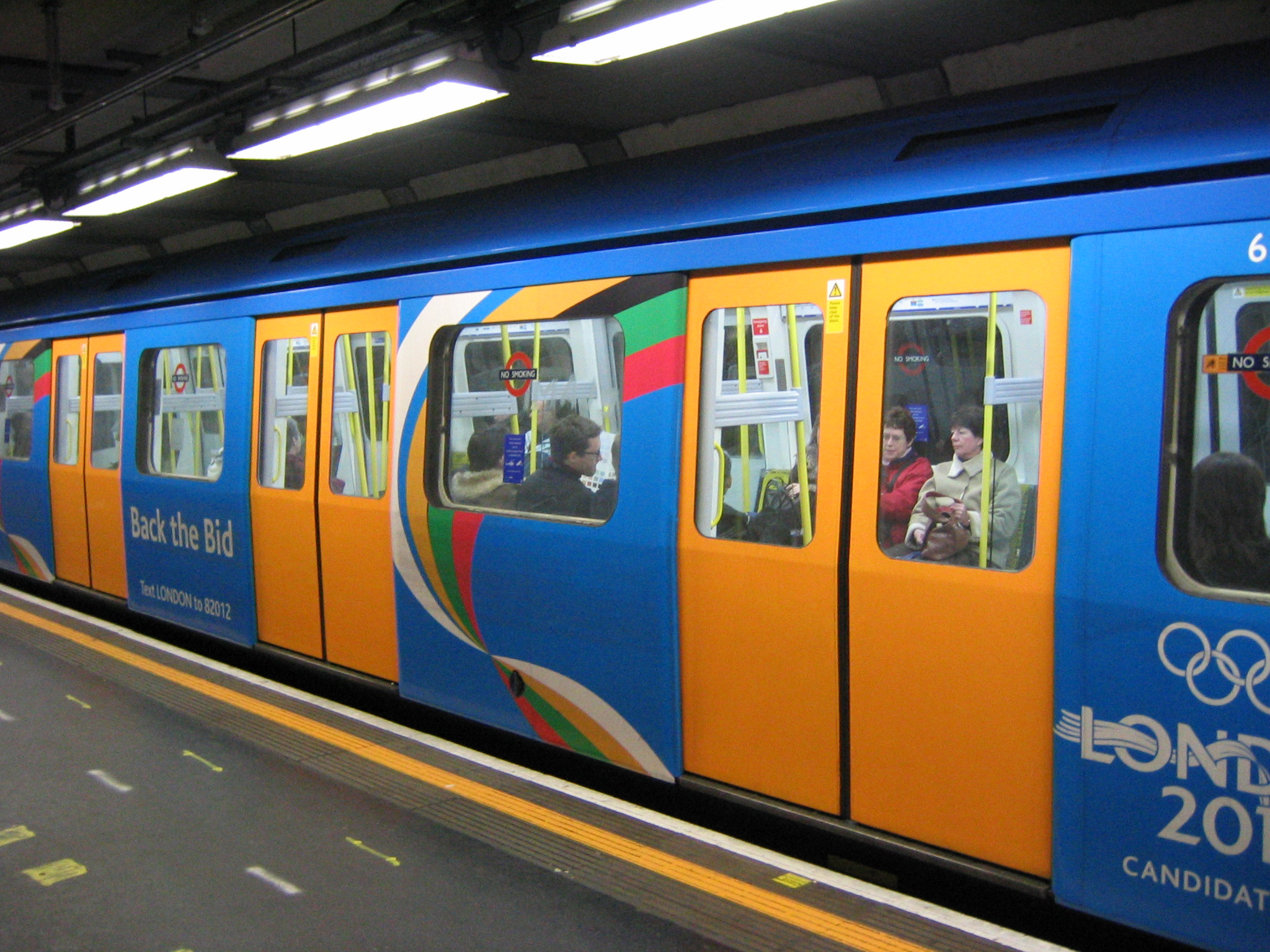
Un metro de Londres decorado con la publicidad de Londres 2012.

Después de que Birmingham y Mánchester fracasaran en llevar sus candidaturas a buen puerto para los JJ. OO. de 1992, 1996 y 2000, la Asociación Olímpica Británica decidió que Londres era la mejor opción para perseguir el objetivo de albergar los Juegos Olímpicos de Verano. La pieza clave de la candidatura de Londres era el Lower Lea Valley, el lugar designado para albergar un Parque Olímpico de categoría mundial y la Villa Olímpica. Estas instalaciones estarán comunicadas mediante una lanzadera de alta velocidad, llamada Olympic Javelin, y medios de transporte existentes capaces de transportar a 240.000 personas por hora. Después de que se clausuren los Juegos Olímpicos, el área se convertirá en el mayor parque urbano construido en Europa durante los últimos 150 años, con una superficie de 2 km² y será el hogar del Instituto Olímpico de Medicina, un centro médico deportivo de rehabilitación. El proyecto requirió de una mejora sustancial del sistema de metro de Londres, que se supone que es capaz de transportar a las multitudes de espectadores que generan unas Olimpiadas, y más inversiones en nuevos centros olímpicos por toda la ciudad. Londres era considerada como la segunda favorita para albergar los JJ. OO. después de París, pero la intensa presión ejercida por el equipo de la candidatura de Londres en las últimas etapas del proceso de elección le hizo conseguir un buen número de votos a su favor.
El 7 de julio de 2005, las celebraciones por haber conseguido los Juegos se vieron empañadas por los ataques terroristas contra el sistema de transporte público de Londres. Esto conllevó de inmediato temores acerca de la seguridad de los Juegos Olímpicos de 2012, a los que el COI y los funcionarios británicos respondieron con mensajes tranquilizadores.

### París

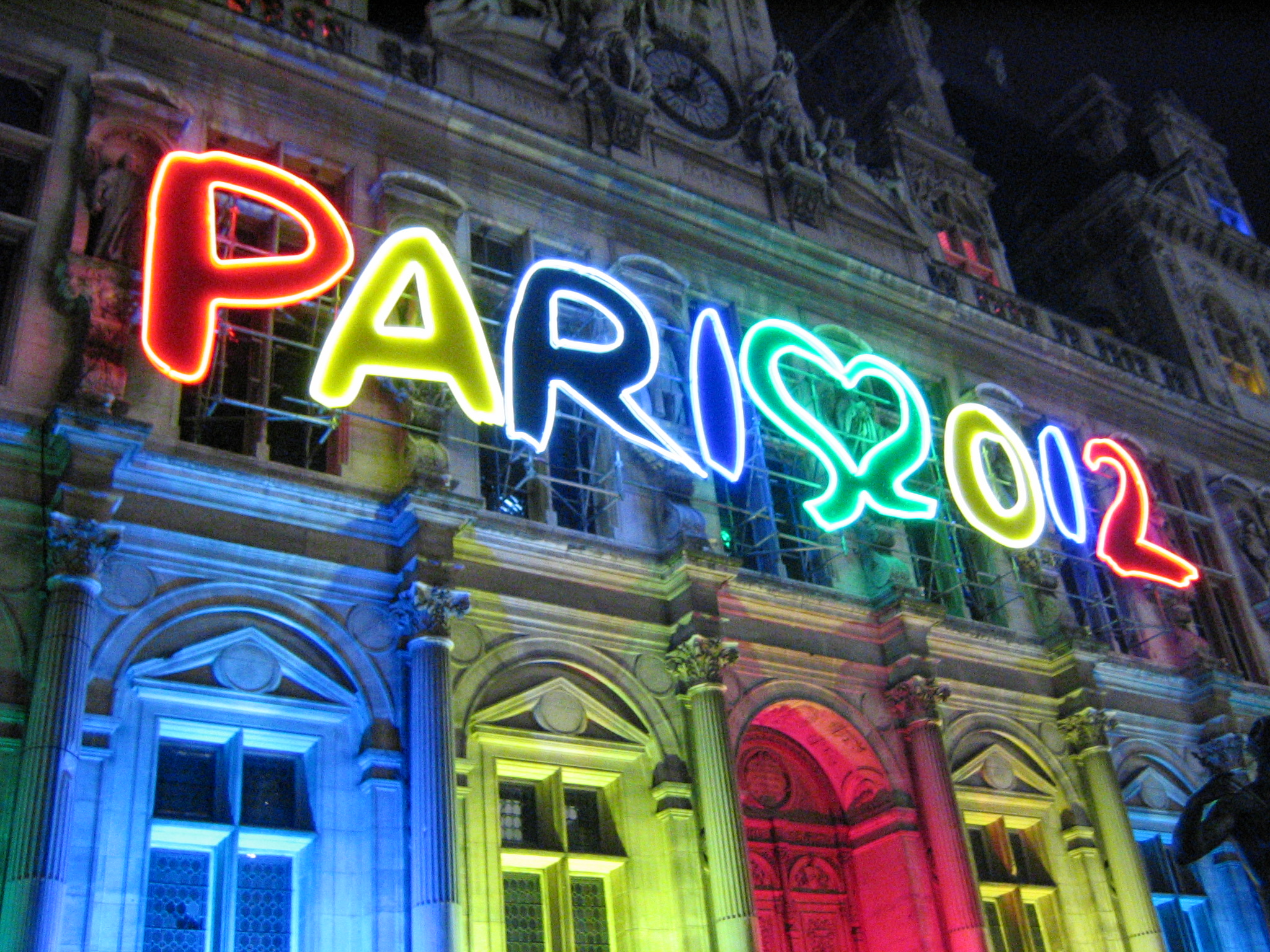
Emblema de la candidatura colgado en la fachada del Ayuntamiento de París.

París fue considerada durante mucho tiempo como la firme favorita para conseguir albergar los Juegos Olímpicos de 2012, en consideración por haber perdido con candidaturas anteriores que intentaron conseguir los Juegos de 1992 y 2008, que finalmente se llevaron Barcelona y Pekín respectivamente. La candidatura parisina planificaba colocar las instalaciones deportivas en las zonas norte y oeste de la ciudad, con la Villa Olímpica emplazada en medio, a menos de 10 minutos de distancia la una de la otra. El plan recibió una nota técnica alta por parte del COI, debido al bien mantenido sistema de transporte de la ciudad y al abundante alojamiento, haciendo capaz a París de alojar a un gran número de turistas. La candidatura obtuvo mucho apoyo por parte de los parisinos y del país en general. Aunque la mayor parte de las infraestructuras, como el Stade de France, estuvieran ya construidas, el proyecto proponía construir las instalaciones deportivas que fuesen temporales para luego poder ser movidas y reutilizadas en otros lugares después de los Juegos. La rica herencia cultural y olímpica de París acentuó la perspectiva de que la ciudad tenía mucha experiencia en la celebración de eventos deportivos internacionales, como la Copa Mundial de Fútbol de 1998 y el Campeonato Mundial de Atletismo de 2003. Todos estos aspectos hicieron que la posición de París se viera fortalecida.

### Madrid

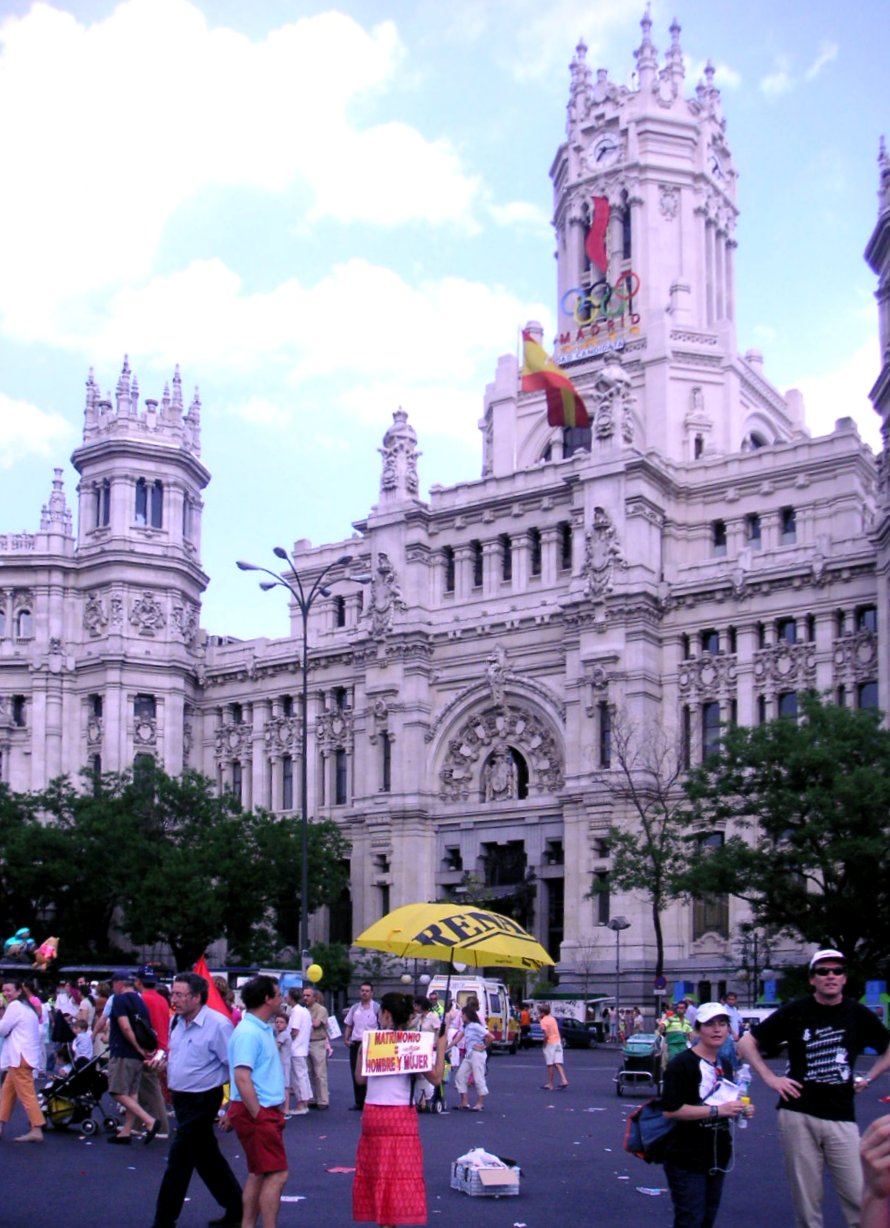
El emblema de la candidatura de Madrid en la fachada del Palacio de la Alcaldía de Madrid.

A principios de 2003, Madrid venció a Sevilla en la carrera por representar a España en la puja por los JJ. OO. de 2012. Madrid presentó una candidatura donde casi todas las instalaciones deportivas estarían localizadas dentro de tres zonas cercanas al centro de la ciudad y próximas las unas de las otras. El hecho de que varias instalaciones ya estuviesen construidas hacía que el coste de albergar las Olimpiadas fuese bastante económico, y además las nuevas instalaciones deportivas permanentes hubiesen proporcionado a la ciudad una duradera herencia olímpica. Por primera vez en la historia de los Juegos, el transporte y el alojamiento de los cientos de miles de turistas que se juntarían en la capital española serían completamente dependientes de las infraestructuras de transporte público. Todas las instalaciones y transportes públicos se llevarían a cabo utilizando energías renovables, lo que convertiría a los Juegos de Madrid en unas "Olimpiadas verdes". La ciudad tenía experiencia en la celebración de numerosos campeonatos del mundo y de Europa y de varias modalidades de deportes olímpicos. De las cinco candidaturas, la de Madrid fue la más apoyada por la población de su ciudad y la del país, y su promoción se vio impulsada por el apoyo del expresidente del COI Juan Antonio Samaranch, quien consiguió votos en favor de la capital española. Durante el proceso de la votación final, el príncipe Alberto de Mónaco, miembro del COI, puso en duda la seguridad de Madrid, recordando la explosión que había tenido lugar pocos días atrás en las proximidades del Estadio de la Peineta, símbolo de la candidatura de Madrid. La delegación española encontró este comentario ofensivo y consideró que la elección de Londres en vez de Madrid, fue consecuencia de las palabras de Alberto. El 7 de julio de 2005, solo un día después del anuncio de Londres como ciudad anfitriona de los JJ. OO. de 2012, Al Qaeda perpetró una serie de ataques terroristas contra el transporte público de Londres, matando a 52 personas.

### Nueva York

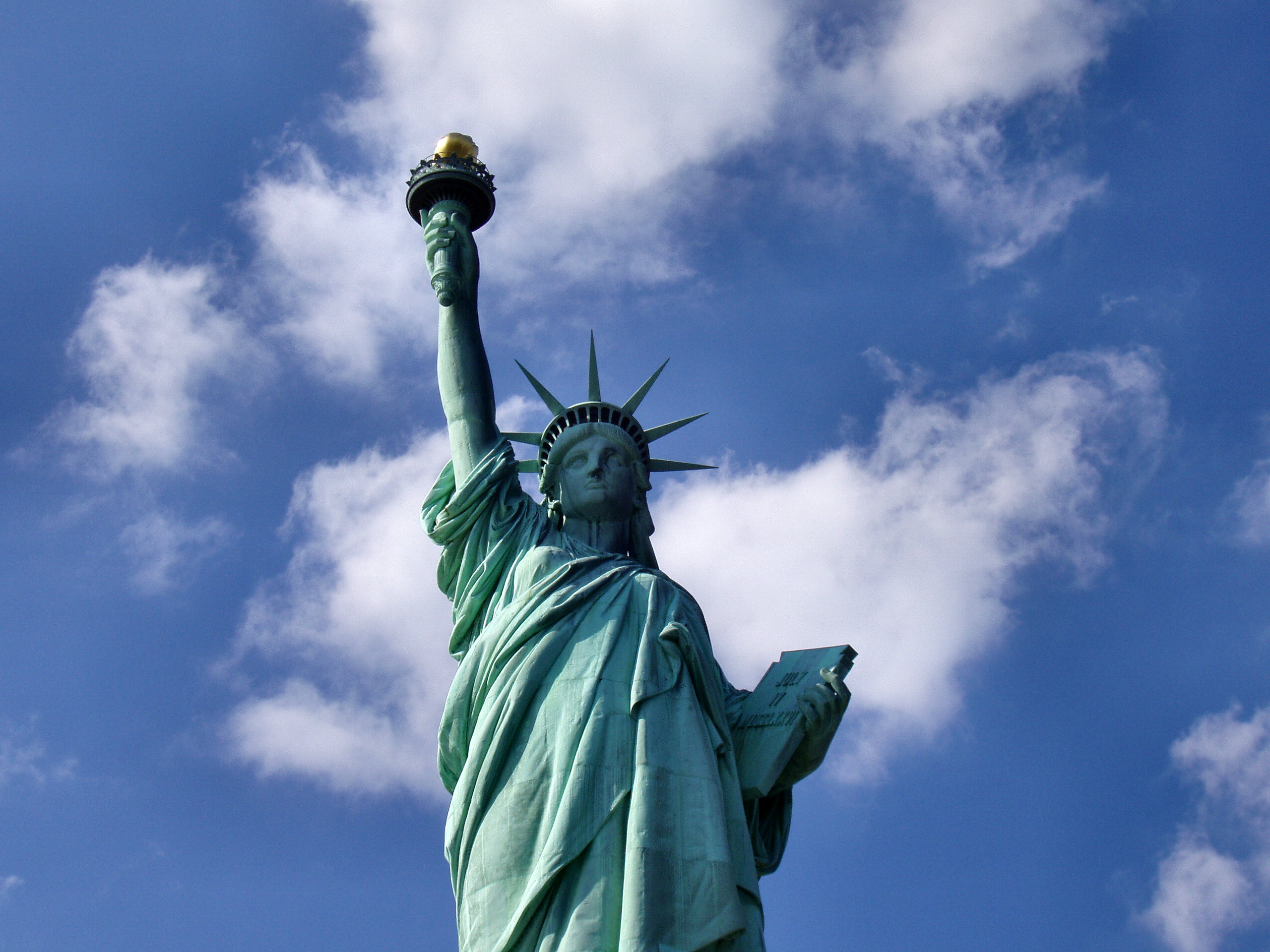
La Estatua de la Libertad formaba parte del emblema de la candidatura de Nueva York.

Nueva York fue seleccionada, dejando en segundo lugar a San Francisco, durante la competición interna de los Estados Unidos, celebrada en 2002. El plan Olympic X era el principal concepto propuesto por el equipo de la candidatura: dos líneas de transporte primarias unirían juntas varias instalaciones olímpicas esparcidas por Manhattan, Queens, Brooklyn, e incluso en East Rutherford, Nueva Jersey; la Villa Olímpica de 8.500 habitaciones estaría localizada en la intersección de las líneas. Dentro de estas zonas, donde ya existen sitios como el Madison Square Garden, el Yankee Stadium, Central Park, el USTA National Tennis Center, el Giants Stadium y el Continental Airlines Arena (Meadowlands Sports Complex), se levantarían nuevas instalaciones, como el Queensbridge Athletic Center, el Greenbelt Equestrian Center y el Flushing Meadows Regatta Center. El que la ciudad asegurara abundantes plazas hoteleras y poseyera un alto nivel de capacidad para recibir turistas, además de la cualidad de ser una ciudad global, fueron vistos como algunos de sus aspectos más fuertes. La candidatura sufrió un gran contratiempo cuando el estado de Nueva York decidió no financiar el West Side Stadium, el símbolo del proyecto, mermando así las posibilidades de que Nueva York se convirtiera en la ciudad anfitriona.
La candidatura de la ciudad volvió a recuperar sus posibilidades cuando anunció un acuerdo para construir un nuevo estadio (Citi Field), que sería usado como el estadio olímpico en el que se llevarían a cabo las ceremonias de inauguración y entrega de medallas y el atletismo. Nueva York nunca fue vista como una de las favoritas, y sus posibilidades para conseguir los Juegos se vieron afectadas después de que Vancouver, en Canadá, consiguiera ser elegida como la ciudad que albergara los Juegos Olímpicos de Invierno de 2010.

### Moscú
El proyecto de Moscú para las Olimpiadas de 2012 debía ser construido mediante la herencia creada por los Juegos Olímpicos de 1980. Las competiciones habrían sido organizadas en instalaciones deportivas dentro de los límites de la ciudad y en áreas cercanas alrededor del río Moscova, lo que los habrían convertido en los "Juegos más centralizados de la historia" según el lema de la candidatura dirigida por Valery Shantsev. Todas las instalaciones existentes habrían sido completamente renovadas y las nuevas instalaciones habrían sido construidas y acabadas a tiempo para las Olimpiadas. La pieza clave y el corazón de la candidatura olímpica de la ciudad era la nueva y moderna Villa Olímpica, que sería construida en una de las orillas del río. A pesar de recibir un alto nivel de apoyo por parte de la población de la ciudad y del país, además de contar con una amplia experiencia a la hora de celebrar eventos, los puntos débiles de Moscú eran su poca capacidad hotelera y la antigüedad de su sistema de transporte, que no habría sido capaz de enfrentarse al denso tráfico propio de unos Juegos Olímpicos.

## Controversias

### Publicidad de la candidatura de Londres
En diciembre de 2003, el primer ministro británico Tony Blair habló sobre la candidatura de Londres durante "un desayuno deportivo" en una cumbre en Nigeria. Blair mencionó la candidatura en el contexto de la positiva herencia que habían creado los Juegos de la Mancomunidad de 2002, celebrados en Mánchester: "El éxito que tuvieron los Juegos de la Mancomunidad inspiraron nuestra candidatura a las Olimpiadas." Ya que el COI prohíbe expresamente cualquier promoción internacional de las candidaturas antes de la ronda final, el COI escribió a los funcionarios de la candidatura británica pidiendo una explicación concerniente a la presunta violación de las normas. Los presidentes de la Federación de Juegos de Mancomunidad Británica y la Asociación Olímpica Británica, y portavoces de Downing Street y Londres 2012 negaron cualquier violación del código de conducta del COI, insistiendo en que los comentarios de Blair fueron sacados de contexto ya que en sus palabras no había intención de publicitar la candidatura. Sin embargo, para prevenir futuros choques éticos, el abogado Michael Beloff fue designado comisionado de ética para la candidatura de Londres dos meses más tarde.

### Escándalo de corrupción de Ivan Slavkov
El 4 de agosto de 2004, el programa de la BBC Panorama difundió los resultados de una larga investigación de un año en la cual unos reporteros se hicieron pasar por trabajadores de una firma ficticia llamada "New London Ventures", a la cual le interesaba para su negocio que Londres consiguiera los Juegos Olímpicos de 2012. El documental reveló cómo algunos agentes olímpicos podrían garantizar votos de ciertos miembros del COI a la candidatura de Londres a cambio de favores o de dinero. Los reporteros grabaron en secreto su encuentro con uno de estos agentes, Goran Takac, quien les presentó a Ivan Slavkov, miembro del COI y presidente del Comité Olímpico Búlgaro. Slavkov estaba dispuesto a negociar ya que no había decidido qué candidato para los JJ. OO. de 2012 conseguiría su voto. Takac mencionó que la posición de Slavkov en el COI era una ventaja para evitar las rígidas reglas que conciernen a las reuniones con otros miembros y que los honorarios por los servicios de Slavkov estaban incluidos en las cifras iniciales que se les dieron a los reporteros.
En los días siguientes a la emisión del documental, la Comisión de Ética del COI abrió una investigación para comprobar la veracidad de las acusaciones vertidas en el documental. Aunque los reporteros de Panorama declararon con rotundidad que la candidatura de Londres no estuvo relacionada en ningún momento con el desarrollo de la investigación, los funcionarios de la candidatura declararon que esta no tenía ningún conocimiento de la investigación ni había participado en ella, esperando así distanciarse del escándalo: "Lo que tengo que aclarar es que Londres 2012 no sabía nada sobre esto -nosotros no tenemos nada que ocultar", dijo Alan Pascoe, vicepresidente de Londres 2012, comentando que "harían todo lo que pudieran para cooperar [con la investigación COI] y tratar este tema con la importancia que se merece". Sebastian Coe, también uno de los vicepresidentes de la candidatura por aquel entonces, suscribió las palabras de Pascoe y aseguró que "Londres 2012 ha actuado correcta y éticamente en todas las fases del proceso de la competición". Después de ver el documental, los miembros del COI liberaron de cualquier sospecha a Londres.
Después de la emisión del documental, el COI suspendió provisionalmente a Ivan Slavkov y le prohibió asistir a los Juegos Olímpicos de 2004. Jacques Rogge comentó que estaba "molesto porque algunas personas no obraban como Dios manda", subrayando que "Bajo mi mando, puedo asegurar que hay tolerancia cero con el comportamiento poco ético". En un informe de la Comisión Ética del COI publicado el 25 de octubre de 2004, Slavkov era condenado y la veracidad de la investigación de la BBC era ratificada: "la grabación completa de la reunión entre el Sr. Slavkov y los dos periodistas revela que: ... nunca y de ninguna manera el Sr. Slavkov se opone a discutir las condiciones de un contrato para asegurar los votos a la candidatura de una ciudad por parte de los miembros del COI en los que él y el Sr. Takac probablemente fueran capaces de influir". Conociendo las acusaciones, Slavkov argumentó que asistió a la reunión con el objetivo de intentar encontrar un supuesto fraude, sin embargo, la Comisión de Ética fue más lejos, indicado que "en ningún momento se aprecia durante la reunión que la única intención del Sr. Slavkov era la de sorprender a uno supuestos miembros corruptos del COI". El informe dio a entender que Slavkov "no hizo nada para encontrar las verdaderas raíces de la corrupción" y que tan solo quería obtener beneficios. El informe concluyó que:

"El Sr. Slavkov mancilló el honor y la reputación del Movimiento Olímpico y del COI... En verdad, la participación de un miembro del COI en esta 'negociación' dio credibilidad a la hipótesis manejada por los periodistas de que algunos miembros y agentes del COI podrían intentar corromper a otros miembros del COI".

El 7 de julio de 2005, durante la 117.ª Sesión del COI, Ivan Slavkov fue expulsado de la organización después de que los miembros del COI llevaran a cabo una votación del tipo 84-12.

### Quejas francesas posteriores a las votaciones
La delegación parisina, dirigida por Bertrand Delanoë, alegó que Tony Blair y la delegación londinense habían quebrantado las reglas del COI. El 11 de julio de 2005, Delanoë declaró que: "No han respetado las reglas establecidas por el Comité Olímpico Internacional. No digo que ellos coquetearan con la línea entre la legalidad y la ilegalidad, digo que la cruzaron". Un aspecto polémico de la candidatura de Londres era su iniciativa de ofrecer paquetes de incentivos para conseguir la participación de atletas, que incluían vuelos gratis, comida, llamadas telefónica gratuitas y otros regalos. Inmediatamente después de que se conociera la iniciativa, Londres la retiró, probablemente como consecuencia de que Jacques Rogge advirtiera de que podía ser el comienzo de una "guerra de candidaturas". París también alegó que el cabildeo ejercido por Tony Blair era ilegal, una fuerte acusación que fue desmentida por Downing Street. Pero el 4 de agosto de 2005, Jacques Rogge evitó más controversias mediante una declaración: "Dejé muy claro que, en mi opinión, la competición fue justa. Fue llevada a cabo según las reglas que hemos dispuesto". Los comentarios de Delanoë fueron criticados por los líderes políticos parisinos; Claudio Goasguen, presidente local de la Unión por un Movimiento Popular, declaró que: "Nadie puede hacer tal tipo de acusaciones sin entregar ninguna prueba".
Incluso antes de la elección de Londres como sede de los JJ. OO., las tensas relaciones aumentaron su nivel de malestar entre las delegaciones francesas y británicas, ya en Singapur. El equipo de la candidatura parisina pensó presentar una queja contra dos trabajadores de la candidatura de Londres, Jim Sloman y Rod Sheard, después de que éstos declararan que el Stade de France no era adecuado para albergar competiciones de atletismo, una acción que va en contra de las reglas del COI, que prohíben a cualquier candidatura hacer declaraciones de cualquier candidatura rival. El equipo de Londres 2012 negó que sus dos empleados estuvieran contratados por la candidatura en aquellos momentos y subrayaron que sus opiniones no reflejaron las opiniones de la candidatura de Londres.

### Controversia sobre errores en las votaciones
El 23 de diciembre de 2005, Alex Gilady, un miembro israelí del COI y miembro de la Comisión de Coordinación para Londres 2012 del COI, sugirió que Madrid habría obtenido un punto más en detrimento de París, lo que hubiese obligado a una votación de desempate, pero esto no ocurrió así porque el miembro griego del COI Lambis Nikolaou presionó el botón incorrecto. Gilady fue aún más lejos y declaró que si esto hubiese ocurrido, Madrid hubiera sorteado a París en la votación de desempate y habría ganado a Londres en la votación final. Sin embargo, Craig Reedie, miembro británico del COI, desmintió estas declaraciones, alegando que con la reclamación "de un miembro anónimo se 'podría' haber hecho algo que 'podría' haber causado algo más que 'podría' haber causado un resultado diferente, lo que es uno más de esa 'clase de rumores que corren la voz después de muchas de las votaciones del COI'".
Hacia finales de 2005, Lambis Nikolaou desmintió las reclamaciones de Gilady: "Todas las conjeturas en cuanto a mi actuación en la tercera ronda de las votaciones de las candidaturas a los JJ. OO. de 2012 son completamente infundadas. Declaro que no voté durante la tercera ronda, como ya había anunciado durante la votación en cuestión". El COI ratificó está declaración mediante el número de votantes, lo que demuestra que, incluso si Nikolaou hubiera votado a favor de Madrid, la ciudad no hubiera ganado a París en la tercera ronda de votación. Gilady pidió perdón posteriormente mediante una carta a Nikolaou, negando que él hubiera mencionado el nombre de Nikolaou.

## Potenciales ciudades aspirantes
Además de las nueve ciudades aspirantes iniciales, otras ciudades también desearon ser candidatas a los JJ. OO. de 2012, pero algunas candidaturas internas no fueron seleccionadas por sus respectivos Comités Olímpicos Nacionales (en caso de más que una ciudad quisiese representar a su país), otras no fueron propuestas al COI y otras candidaturas fueron retiradas antes de que realizaran el trabajo administrativo necesario.
La capital nigeriana, Abuya, planificó presentarse como candidata y convertirse así en la primera ciudad africana que podría organizar unos Juegos Olímpicos, pero al final no rellenó el informe necesario. En Asia, tres ciudades estuvieron interesadas en albergar los Juegos, pero oficialmente no presentaron ninguna candidatura: las indias Hyderabad y Nueva Delhi y la israelí Tel Aviv. En Sudamérica, el Comité Olímpico Brasileño escogió a Río de Janeiro en lugar de São Paulo, y si Río de Janeiro hubiera sido seleccionada por el COI, se habría convertido en la primera Olimpiada organizada en Sudamérica. En Canadá, Toronto planificó en un principio optar a los Juegos de 2012 después de haber perdido las Olimpiadas de 2008, pero como Vancouver consiguió los Juegos Olímpicos de 2010, la ciudad canadiense canceló este proyecto. En los Estados Unidos, la ciudad de Nueva York fue escogida por el Comité Olímpico de los Estados Unidos en lugar de San Francisco, aunque varias otras ciudades presentaron sus candidaturas para conseguir ser la candidata estadounidense para los JJ. OO.; estas ciudades fueron Houston, Washington D. C. (en cooperación con la cercana Baltimore), Cincinnati, Dallas, Pittsburgh, Los Ángeles y Tampa (en cooperación con la cercana Orlando). Varias ciudades europeas quisieron seguir la estela de Londres, Madrid, Moscú y París, y conseguir el apoyo de su CON. Alemania escogió a Leipzig en lugar de Düsseldorf, Fráncfort, Hamburgo y Stuttgart, mientras que en España, Sevilla perdió frente a la candidatura de Madrid. Otras ciudades que tantearon presentarse a la organización de los JJ. OO. fueron Budapest, Milán, Roma, Estocolmo, Gotemburgo, Malmö, Oslo y Copenhague.